# Mariana Buruiană
Mariana Buruiană (n. 11 iulie 1955, Arad) este o actriță (de film, radio, teatru, televiziune și voce), traducătoare și scriitoare română retrasă.

## Biografie

### Educație
Urmează studiile liceale la Liceul nr. 2 (astăzi „Ghiba Birta”) din localitatea natală apoi studiile teatrale la I.A.T.C. București - secția actorie, la clasa lui Marin Moraru. A absolvit Institutul de Artă Teatrală și Cinematografie în anul 1978 cu rolul Julietei din piesa Romeo și Julieta în regia Cătălinei Buzoianu și cu Adrian Pintea ca partener, în rolul lui Romeo. În cinematografie a debutat în perioada studenției, în 1975, în rolul Sabinei („o fetiță cu codițe”) din pelicula Patima, în regia lui George Cornea. Joacă la Teatrul Tineretului din Piatra Neamț, apoi se transferă prin concurs la Teatrul Lucia Sturza Bulandra din  București, în anul 1981. Joacă o serie de roluri importante, mari și mici, colaborează la emisiuni radio-TV, apare în filme de lung metraj și seriale de televiziune, face turnee în țară și în străinătate, obține premii. În 1995 demisionează de la Teatrul Bulandra pentru a putea colabora la piesa Danaidele de Eschil (regia Silviu Purcărete), pusă în scenă la Teatrul din Craiova. Actualmente predă la Universitatea Spiru Haret din București. Mariana Buruiană este una dintre semnatarele Apelului pentru condamnarea comunismului.

### Dedicarea credinței creștine
În 1995, la vârsta de 40 de ani, a decis să se retragă din lumina reflectoarelor. Și-a dedicat viața credinței creștine, fiind și autoarea unei cărți, „Taina mărturisirii”.
Despre Mariana Buruiană poetul Emil Brumaru își amintea:
„Am văzut-o pe Mariana Buruiană de două ori, la Iași. Prima dată juca, cred, într-un spectacol-mamut Molière. În final a avut un surîs pe care îl voi ține minte toată viața! Așa surîd doar îngerii care ademenesc oameni! A doua oară era Ofelia. Atunci am și vorbit puțin cu dînsa, mi-a scris cîteva cuvinte pe carnetul de corector cu jumătate de normă... Eu îi scrisesem versuri:
Cîntec de iertare
Buruiană de argint,
Dac-ai ști ce trist mă simt
Că trebuie să te mint,
Că sînt vesel și curat
Ca zidul cel luminat
De-amiaza cu soare lat,
Că-s fraged și străveziu
Ca-n bucata de pîrîu,
Pe-un prund rumen, un fruct viu,
Că-s cu ochiul larg deschis,
La capăt de vis, spre-abis,
Și ce văd, îngerii mi-s.
Buruiană de argint
Dac-ai ști ce trist mă simt
Că trebuie să te mint ... 

## Carieră teatrală

### Teatru radiofonic
- Elita - Teatrul Național Radiofonic
- Cumpăna amiezii - Teatrul Național Radiofonic
- Dramă la vânătoare - Teatrul Național Radiofonic
- Cel ce se pedepsește singur actor - Teatrul Național Radiofonic
- Corupție la Palatul de Justiție - Teatrul Național Radiofonic
- Jocul Sfântului Nicolae - Teatrul Național Radiofonic
- Livada de vișini - Teatrul Național Radiofonic
- Lotte la Weimar - Teatrul Național Radiofonic
- Măsură pentru măsură - Teatrul Național Radiofonic
- Mânăstirea din Parma - Teatrul Național Radiofonic
- Miorița - Teatrul Național Radiofonic
- O zi mai lungă decât veacul - Teatrul Național Radiofonic
- Odiseea - Teatrul Național Radiofonic
- Paul și Virginia - Teatrul Național Radiofonic
- Romanțioșii - Teatrul Național Radiofonic
- Trenurile mele de Tudor Mușatescu, ca Maria
- Troilus și Cresida - Teatrul Național Radiofonic
- Truffaldino  - Teatrul Național Radiofonic
- Călătoria diletanților - Teatrul Național Radiofonic

### Teatru și teatru de televiziune
- Simple coincidențe - A.T.F. București, 15.11.1975
- Peer Gynt - A.T.F. București, 20.05.1977
- Cei ce ne-au dat nume - A.T.F. București, 11.06.1977
- Este vinovată Corina? - A.T.F. București, 12.04.1978
- Avram Iancu - A.T.F. București, 12.05.1978
- Romeo și Julieta - A.T.F. București, 20.05.1978
- Trei surori - Teatrul Tineretului, Piatra Neamț, 04.11.1978
- Cuibul - Teatrul Tineretului, Piatra Neamț, 22.04.1979
- Cei trei mușchetari - Teatrul Tineretului, Piatra Neamț, 22.09.1979
- Sîntem și rămînem - Teatrul Tineretului, Piatra Neamț, 17.11.1979
- Cum se numeau cei patru Beatles? - Teatrul Lucia Sturdza Bulandra, București, 12.01.1980
- Program special LB - Teatrul Tineretului, Piatra Neamț, 23.02.1980
- Îmblînzirea Scorpiei - Teatrul Tineretului, Piatra Neamț, 04.06.1980
- D'ale Carnavalului - Teatrul Tineretului, Piatra Neamț, 02.11.1980
- Poezia muzicii tinere. Programul I - Teatrul Lucia Sturdza Bulandra, București, 05.09.1981
- Tartuffe; Cabala Bigoților - Teatrul Lucia Sturdza Bulandra, București, 26.02.1982
- Amintiri - Teatrul Lucia Sturdza Bulandra, București, 30.04.1982
- Gustul Parvenirii - Teatrul Lucia Sturdza Bulandra, București, 26.06.1983
- Liniște, ne privim în ochi - Teatrul Lucia Sturdza Bulandra, București, 11.11.1983
- Passacaglia - Teatrul Lucia Sturdza Bulandra, București, 09.08.1984
- Hamlet - Teatrul Lucia Sturdza Bulandra, București, 30.11.1985
- Uriașii munților - Teatrul Lucia Sturdza Bulandra, București, 22.12.1987
- Privind în jur cu ochi fără lumină - Teatrul Lucia Sturdza Bulandra, București, 01.01.1989
- Visul unei nopți de vară - Teatrul Lucia Sturdza Bulandra, București, 14.05.1991
- Mephisto - Teatrul Lucia Sturdza Bulandra, București, 10.04.1993
- Victor sau copiii la putere - Teatrul Lucia Sturdza Bulandra, București, 10.04.1994
- Danaidele - Teatrul Lucia Sturdza Bulandra, București, 10.12.1995
- Enigma din testament (Cireșica) - Teatrul Național de Televiziune, 1988
- Stîlpii societății (Dina Dorf) - Teatrul Național de Televiziune, 1988
- Astă-seară se improvizează - Teatrul Național de Televiziune, 1991

## Filmografie

### Filme
- Patima (1975)
- Țapinarii (1982)
- Melodii la Costinești (1982)
- Sfîrșitul nopții (1983)
- Zacharius (1983)
- Să mori rănit din dragoste de viață (1984)
- Figuranții (1987)
- Hanul dintre dealuri (1988)
- Drumeț în calea lupilor (1990)
- Domnișoara Christina (film TV, 1992)

### Seriale de televiziune
- Lumini și umbre (1981)
- Ochii care nu se văd... (1996)

## Premii și distincții
- 1986 - Premiu de interpretare la Festivalul de film TV de la Karlovy Vary pentru rolul din pelicula Ochii care nu se văd[3]
- 1987 - Premiul de interpretare acordat de Asociația cineaștilor pentru rolul Leonora din pelicula Figuranții

## Cărți publicate
- Taina Mărturisirii, Editura Herald, București 1998.

## Traduceri în limba română
- Grădina tainică a Adevărului de Hakim Sana'i, editura Herald, București  2006
- Misteriile egiptene de Alexandre Moret, editura Herald, București  2006
- Lobsang Rampa, "Al treilea ochi. Autobiografia unui lama tibetan", Traducere din limba engleză: Mariana Buruiană, Editura Herald, Colecția Scrieri Inițiatice, București, 2011, 288 p., ISBN: 978-973-111-206-0
- Joseph Fort Newton, "Constructorii. O cercetare a istoriei și filozofiei masoneriei", Ediția a II-a, Traducere din limba engleză: Mariana Buruiană, Editura Herald, Colecția Esoterica, Seria Inițieri, București, 2012, 288 p., ISBN: 978-973-111-265-7
- Doctrina Kabbalei: filosofia religioasă a evreilor de Adolph Frank, editura Herald, București  2004